# Eclipse solar del 22 de noviembre de 1900

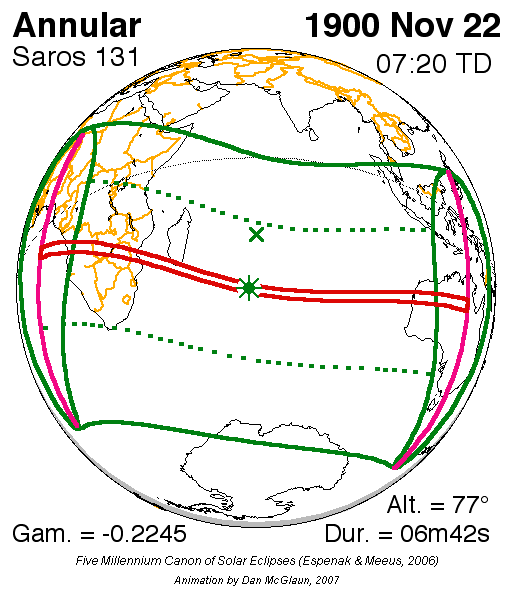
Eclipse solar SE1900Nov22A

Un eclipse solar anular ocurrió el 22 de noviembre de 1900. Un eclipse solar ocurre cuando la Luna pasa entre la Tierra y el Sol, oscureciendo total o parcialmente la imagen del Sol para un espectador en la Tierra. Un eclipse solar anular ocurre cuando el diámetro aparente de la Luna es más pequeño que el del Sol, lo que bloquea la mayor parte de la luz del Sol y hace que el Sol parezca una corona circular (anillo). Un eclipse anular aparece como un eclipse parcial sobre una región de la Tierra de miles de kilómetros de ancho. El Hopkinsville Kentuckian afirmó incorrectamente que pasaría sobre Austria. En ese momento, Ira D. Hicks afirmó que la conjunción «aumentaría considerablemente las perturbaciones atmosféricas, eléctricas y sísmicas durante el período reaccionario, del 21 al 23». Se recomendó a los espectadores en Australia que vieran el Sol a través de un cristal ahumado, «preparado sosteniéndolo sobre la llama de una vela de cera común o vesta». Se esperaba que fuera «de poca importancia para los astrónomos con fines científicos, excepto para mostrar con qué precisión se pueden predecir ahora tales eventos».
La trayectoria de este eclipse viajó hacia el este, comenzando en el Océano Atlántico frente a la costa del sur de África, atravesando el continente y pasando por el Océano Índico, antes de terminar en Australia, en el noreste de Queensland. Fuera del centro de su trayectoria, la sección de la Tierra desde la que era visible incluía lugares de África como el Cabo de Buena Esperanza, Natal, Pretoria, y el extremo sur de Madagascar. En la parte oriental del camino, pasaba por la parte sur de las islas Filipinas.
Apareció de alguna forma en toda Australia, aunque sólo parcialmente visible en la mayor parte de ella. Entró cerca de Bahía Shark y fue parcialmente visible en Adelaida. Se observó claramente desde Melbourne, donde se vio «en condiciones favorables, estando el cielo despejado». En otras partes de Australia, los periódicos informaron que fue visto desde Rydal y Murrumburrah en Nueva Gales del Sur. Un observador en Perth dijo que era «claramente visible», ya que «el cielo estaba bastante despejado debido a la penumbra de la luz del sol. Las personas que estaban al aire libre no podían dejar de notar el eclipse». El astrónomo del gobierno, W. E. Cooke, dijo que «en las calles fue observado por un gran número de personas con la ayuda de un trozo de vidrio ahumado o tintado neutro, y en el Observatorio se anotaron las horas exactas de inicio y fin con la ayuda del gran ecuatorial».

## Eclipses relacionados

### Eclipses solares 1898-1902
Este eclipse es miembro de la serie semestral de eclipses solares de 1898-1902. Un eclipse en una serie semestral de eclipses solares se repite aproximadamente cada 177 días y 4 horas (un semestre) en nodos alternos de la órbita de la Luna.

### Saros 131
Es parte del ciclo 131 de Saros, que se repite cada 18 años, 11 días y contiene 70 eventos. La serie comenzó con un eclipse solar parcial el 1 de agosto de 1125. Contiene eclipses totales desde el 27 de marzo de 1522 hasta el 30 de mayo de 1612 y eclipses híbridos desde el 10 de junio de 1630 hasta el 24 de julio de 1702, y eclipses anulares desde el 4 de agosto de 1720 hasta 18 de junio de 2243. La serie termina en el miembro 70 como un eclipse parcial el 2 de septiembre de 2369. La duración más larga de la totalidad fue de sólo 58 segundos el 30 de mayo de 1612. Todos los eclipses de esta serie ocurren en el nodo ascendente de la Luna.